# Gen selekcyjny
Gen selekcyjny, gen markerowy – gen, którego produkt pozwala na oddzielenie transformowanych komórek od tych, które nie uległy transfekcji. Wyróżniane są pozytywne geny selekcyjne, których obecność w komórce pobudza wzrost tkanek oraz negatywne geny selekcyjne, których obecność prowadzi do śmierci transformowanej tkanki.
Początkowo stosowano pozytywne geny selekcyjne zależne od zastosowania substancji toksycznych takich jak antybiotyki lub herbicydy. Kolejna generacja genów selekcyjnych jest zależna od substancji nietoksycznych, które mogą być substratami niezbędnymi do wzrostu, związkami indukującymi wzrost i różnicowanie transformowanych tkanek. Najczęściej stosowanym w modyfikowanych genetycznie roślinach jest gen fosfotransferazy neomycynowej (npt II). Gen ten nadaje komórkom odporność na antybiotyki aminoglikozydowe czyli neomycynę, kanamycynę i genetycynę.
Gen selekcyjny może zostać usunięty z organizmu transgenicznego poprzez zastosowanie rekombinazy Cre. Delecja przeprowadzana przez nią umożliwia uzyskanie roślin transgenicznych wolnych od  genów markerowych. Dzięki temu zapobiega się ryzyku przepływu genów selekcyjnych w środowisku, co jest jedną z przyczyn braku akceptacji społecznej dla uprawy roślin transgenicznych.